# Theristus australis
Theristus australis är en rundmaskart. Theristus australis ingår i släktet Theristus och familjen Monhysteridae. Inga underarter finns listade i Catalogue of Life.